# Agrimonia pubescens
Agrimonia pubescens är en rosväxtart som beskrevs av Carl Karl Friedrich Wilhelm Wallroth. Agrimonia pubescens ingår i släktet småborrar, och familjen rosväxter. Inga underarter finns listade i Catalogue of Life.

## Bildgalleri

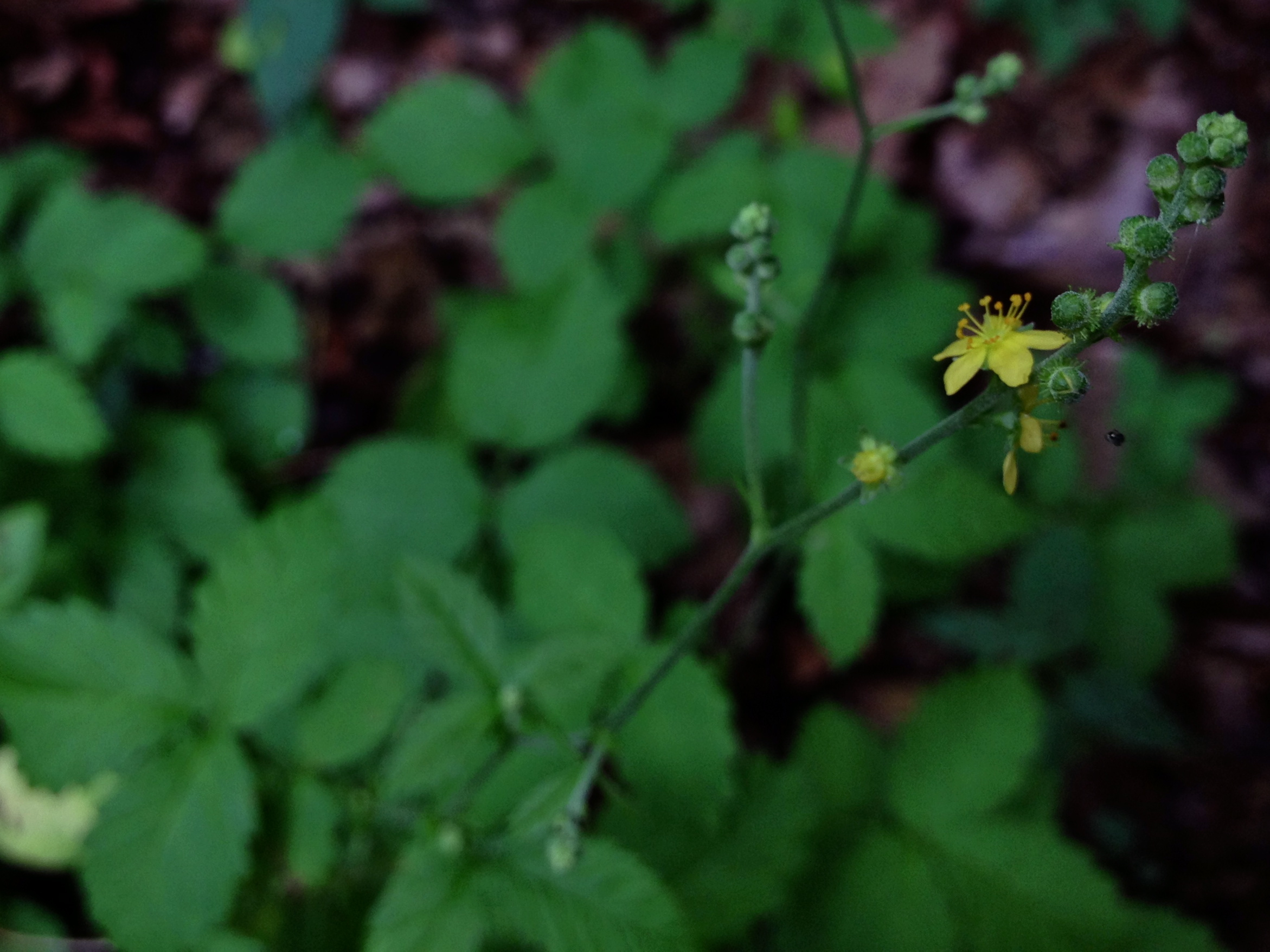